# Genebos
Genebos is een kern in de deelgemeente Kwaadmechelen, onderdeel van de Belgische gemeente Tessenderlo-Ham. Het gehucht heeft ongeveer 500 inwoners.
Ten westen van Genebos bevindt zich de Kepkensberg, en ten oosten ligt het Albertkanaal met daarbij het grote industrieterrein Ravenshout.

## Sint-Jan Berchmanskerk

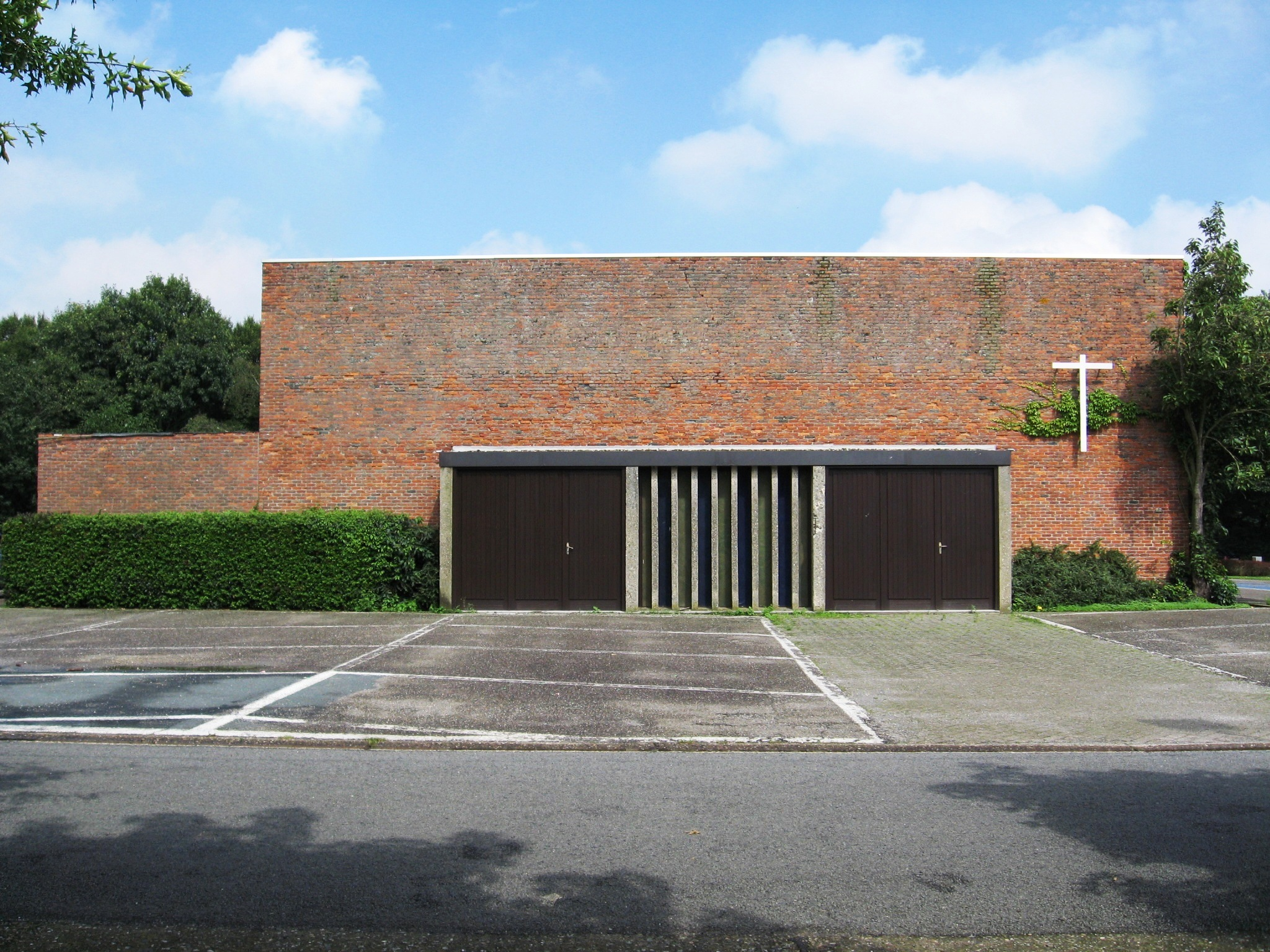
De Sint-Jan Berchmanskerk

Genebos heeft een kerk gekend, de Sint-Jan Berchmanskerk, gewijd aan de Heilige Jan Berchmans. Nadat de bevolking van Genebos in de jaren 50 van de 20e eeuw sterk begon te groeien, wenste men een eigen parochie. Men begon vanaf 1948 met diensten in een legerbarak welke in Leopoldsburg was aangekocht, maar deze werd al snel te klein. In 1961 werd Genebos erkend als hulpparochie, ressorterend onder de Sint-Lambertusparochie van Kwaadmechelen. Een kerkgebouw werd ingewijd in 1967. Het betrof een modernistisch rechthoekig bakstenen kerkgebouw met een eenvoudige ingangspartij en zonder toren. Vanuit de kerk werd ook het verenigingsleven gestimuleerd. In 1982 ging de hulpparochie Genebos met de parochies van Genendijk en Kwaadmechelen een federatie vormen. In 2008 werd de kerk onttrokken aan de eredienst. In 2012 werd het kerkgebouw in gebruik genomen door een assemblagebedrijf voor elektrische fietsen.
Enkele kunstvoorwerpen uit de kerk zijn naar de Sint-Lambertuskerk te Kwaadmechelen overgebracht. Reeds eerder werden de basisschool en de bibliotheek gesloten, terwijl ook de voetbalclub niet meer bestaat. De bevolking vreest dat de kern op termijn mogelijk opgeslokt gaat worden door het industrieterrein.